# Мяндин, Анатолий Васильевич
Анатолий Васильевич Мяндин (род. 15 января 1954, Нарьян-Мар) — российский политический деятель. С 8 октября 2014 года по 27 сентября 2018 г. был председателем Собрания депутатов Ненецкого автономного округа.

## Биография
В 1971 году окончил школу № 1 в городе Нарьян-Мар.
Получил два высших образования: финансово-экономическое — Ленинградский финансово-экономический институт (1976 год), и юридическое — Международный институт управления (2002 год)
Трудовую деятельность начал в 1976 году в Ненецком окружном финансовом отделе (старший экономист, заместитель заведующего).
Руководитель комсомольской организации работников госучреждений Ненецкого автономного округа, занесён в Книгу почета Ненецкого окружкома ВЛКСМ.
С 1984 по 1990 год служил в Ненецком УВД в отделе по борьбе с хищениями социалистической собственности (ОБХСС), капитан милиции.
В 1990 году возглавил образованную в Ненецком автономном округе налоговую инспекцию, где проработал около 15 лет. Государственный советник III класса.
6 февраля 2005 года избран депутатом Собрания депутатов НАО по «Лесозаводскому» одномандатному избирательному округу, возглавил постоянную комиссию по бюджету.
1 марта 2009 года вновь избран депутатом Собрания депутатов НАО в составе партийного списка партии «Единая Россия». Заместитель председателя Собрания депутатов, председатель постоянной комиссии по бюджету и экономической политике, член постоянной комиссии по социальной политике, член постоянной комиссии по делам ненецкого и других малочисленных народов Севера, экологии и природопользованию, член комитета по социальной политике и комитета по экономической политике и бюджетным вопросам Парламентской Ассоциации Северо-Запада России.
В марте 2012 года избран первым заместителем председателя Собрания депутатов НАО, 26 ноября 2012 года избран руководителем Фракции «Единая Россия».
8 октября 2014 года избран председателем Собрания депутатов Ненецкого автономного округа.
9 сентября 2018 г. на выборах депутатов Собрания депутатов Ненецкого автономного округа по одномандатному избирательному округу, проиграл бывшей Главе администрации Нарьян-Мара Татьяне Фёдоровой .
С ноября 2018 года по март 2020 года возглавлял ГКУ НАО «Отделение социальной защиты населения»

## Деятельность
В ноябре 2014 года стал одним из инициаторов поправки в законодательство, отменяющей прямые выборы Губернатора НАО.
Отмена прямых выборов губернатора Ненецкого автономного округа и переход к новой системе, когда губернатор Архангельской области будет участвовать в формировании списка кандидатов на пост главы НАО, укрепит отношения между двумя регионами

## Награды
Знак ВЛКСМ «За отличную учебу».
Почётные грамоты Министерства по налогам и сборам,
Почётная грамота Государственной Думы Федерального Собрания Российской Федерации.